# Bromoxinil
El bromoxinil es un compuesto orgánico de fórmula molecular C7H3Br2NO, sólido, cristalino y en polvo, de color marrón claro. Está clasificado como herbicida de nitrilo. Es moderadamente tóxico para los mamíferos.
- Fórmula empírica molecular: C7H3Br2NO
- RMM: 403.0
- EC / List no.: 216-882-7
- CAS no.: 1689-84-5
- Punto de ebullición: 318,2 °C
- Nombre químico: 3,5-dibromo-4-hidroxibenzonitrilo (IUPAC)[2]

El bromoxinil es un herbicida del grupo de los nitrilos, que inhibe el fotosistema II (misceláneos de acción foliar) en plantas como las gramíneas. Se usa en postemergencia en el trigo, la cebada, la avena y el centeno para controlar malezas anuales de hoja ancha. 
Este herbicida es moderadamente tóxico para los mamíferos. Su uso está restringido en algunos países. En la Unión Europea está aprobado su uso.

## Seguridad
Al bromoxinil se le considera sustancia peligrosa: para el ambiente, la salud, incluso mortal, por inhalación.
Esta sustancia es tóxica si se ingiere, muy tóxica para la vida acuática, con efectos duraderos. Se sospecha que puede dañar el feto y reacciones alérgicas en la piel. Es irritante moderado de los ojos. Es un posible carcinógeno humano.

## Toxicología
Los estudios generales del metabolismo del bromoxinil se han derivado a estudios generales del metabolismo en octanoato de bromoxinil, ya que tiene la misma farmacocinética y, por lo tanto, son toxicológicamente equivalentes. La evidencia que respalda estas conclusiones fue la hidrólisis del octanoato de bromoxinil a bromoxinil fenol y ácido octanoico. Esta reacción se da con mucha facilidad después de administrarse por vía oral.
Las dosis letales en mamíferos oscilan entre 60 y 600 miligramos ingeridos por kilogramo. Se han observado efectos teratogénicos en ratas y conejos por encima de 30 miligramos por kilogramo. La exposición crónica durante más de un año en humanos ha causado síntomas de pérdida de peso, fiebre, vómitos, dolor de cabeza y problemas urinarios. Se sospecha que el bromoxinil es teratógeno.
Su toxicidad aumenta con agua a pH ácido o con agua que tenga elevada concentración de carbonatos (aguas duras).

## Mecanismo de acción
El mecanismo de acción del herbicida bromoxinil en mamíferos es el desacoplamiento de la fosforilación oxidativa, que puede conducir a una toxicidad hepática y a un aumento de la tasa metabólica, que va a provocar hipertermia. 
En un estudio mediante técnicas in vitro se ha tomado hígado de rata tratada con bromoxinil y se vio que provocaba un desacoplamiento de la fosforilación oxidativa en las mitocondrias. Además, en concentraciones altas de bromoxinil se inhibe el transporte de electrones en mitocondrias y cloroplastos.
Por lo tanto, se podría afirmar que el desacoplamiento de la fosforilación oxidativa va a ser el mecanismo toxicológico del bromoxinil.

## Degradación
Debido a sus características químicas, los plaguicidas son contaminantes persistentes que resisten en grado variable la degradación fotoquímica, química y bioquímica, por lo que su vida media en el ambiente es bastante elevada.
Actualmente los residuos de estos plaguicidas han sido identificados en todos los compartimientos ambientales (aire, agua y suelo) y en todas las regiones geográficas. Igualmente se ha demostrado su presencia en organismos de todos los niveles tróficos (plantas, herbívoros, depredadores, carnívoros). Estos compuestos se bioacumulan en numerosas especies y se han biomagnificado a través de todas las redes tróficas del mundo.
El bromoxinil se degrada con una vida media de aproximadamente dos semanas en el suelo. La persistencia aumenta en suelos con un contenido elevado de arcilla o materia orgánica. Se degrada rápidamente en el agua, pero tarda bastante en hidrolizarse.
En condiciones aeróbicas en suelos o cultivos puros, los productos de degradación de bromoxinil a menudo retienen los grupos de bromo originales, y sufre esa deshalogenación reductora metabólica por el microorganismo Desulfitobacterium chlororespirans.
La degradación del bromoxinil en la atmósfera tiene lugar predominantemente por reacción con radicales OH.

## Países en donde está aprobado el uso del bromoxinil
En los países de la Unión Europea está permitido el uso de bromoxinil, a excepción de Chipre, Estonia, Lituania, Letonia y Suecia.
En Estados Unidos, Japón y África está prohibido su uso.